# سارا سیمئونی
سارا سیمئونی (ایتالیایی: Sara Simeoni؛ زادهٔ ۱۹ آوریل ۱۹۵۳) ورزشکار دو و میدانی اهل ایتالیا است. وی در مسابقات کشوری و بین‌المللی در مجموع برندهٔ ۱۲ مدال طلا، ۶ مدال نقره، ۴ مدال برنز شده‌است.